# Мууга (порт)
59°30′00″ пн. ш. 24°58′00″ сх. д. / 59.5° пн. ш. 24.966666666667° сх. д.

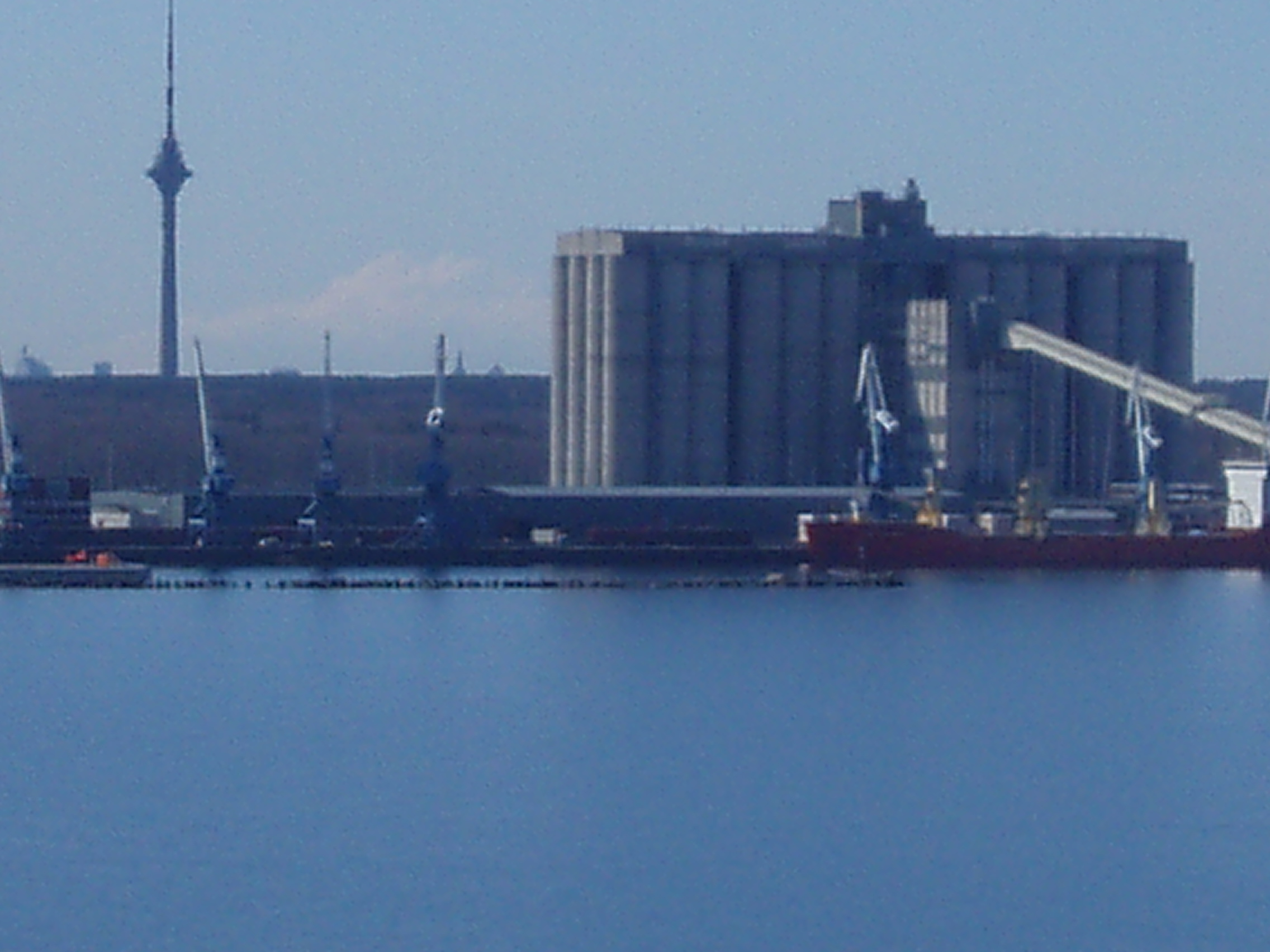
Термінал зерна

Порт Мууга (ест. Muuga sadam, до 1993 - Новоталліннський) - морський торговельний порт (МТП) у повіті Харьюмаа у північно-центральній частині Естонії на березі затоки Мууга (складова Фінської затоки). Розташований на південному узбережжі Фінської затоки, за 13 км до північного сходу від Таллінна, в Маарду. Є найбільшим в Естонії морським торговим портом міжнародного значення. Знаходиться на адміністративній території міста Маарду, також займає землі сіл Мууга та Уускюла. Код порту: EE MUU. Входить до складу порту Таллінн.
Мууга є одним з небагатьох незамерзаючих портів Північної Європи і серед найглибших (до 18 м) і найсучасніших портів в регіоні Балтійського моря. Обсяг перевалки вантажів складає близько 80% від загального обсягу вантажів порту Таллінн і приблизно 90% обсягу транзитних вантажів, що проходять через Естонію. Майже 3/4 завантаженого вантажу порту Мууга є сирою нафтою і нафтопродуктами, порт також служить для сухих навалювальних вантажів (головним чином добрива, зерно і вугілля) та інших видів вантажів.
Звичайний трафік вантажів в морському порту становить близько 20-30 мільйонів тонн на рік.
Територія порту становить 5 242 000 м² на суші і 7 520 000 м² на воді.
У порту 28 причалів, загальна довжина яких становить 5 900 м. Максимальна глибина біля причалів - 18,0 м.
Максимальна довжина суден, здатних заходити в порт - 300 м, ширина - 48 м, максимальна дозволена прохідна осадка складає 13,7 м.
Умови навігації в цій частині Фінської затоки дозволяють здійснювати практично цілорічну експлуатацію порту.
Залізничне сполучення здійснюється через мережу залізниць по лінії Мууга - Нарва - Санкт-Петербург

## Термінали
- 6 терміналів для наливних вантажів
- 2 багатопрофільних терміналів (включаючи холодильний)
- Контейнерний термінал і термінал для обробки Ро-ро вантажів
- Лісовий термінал
- Термінал зерна і с/г продукції
- Термінал по перевалці металу
- Вугільний термінал

## Місткість
- Закриті складські приміщення: 151 000 м²
- Складські площі: 670 000 м²
- Місткість складів з холодильними установками: 11 500 м²
- Місткість для наливних вантажів: 1 100 000 м²
- Місткість елеватора: 300 000 т